# 阮遵

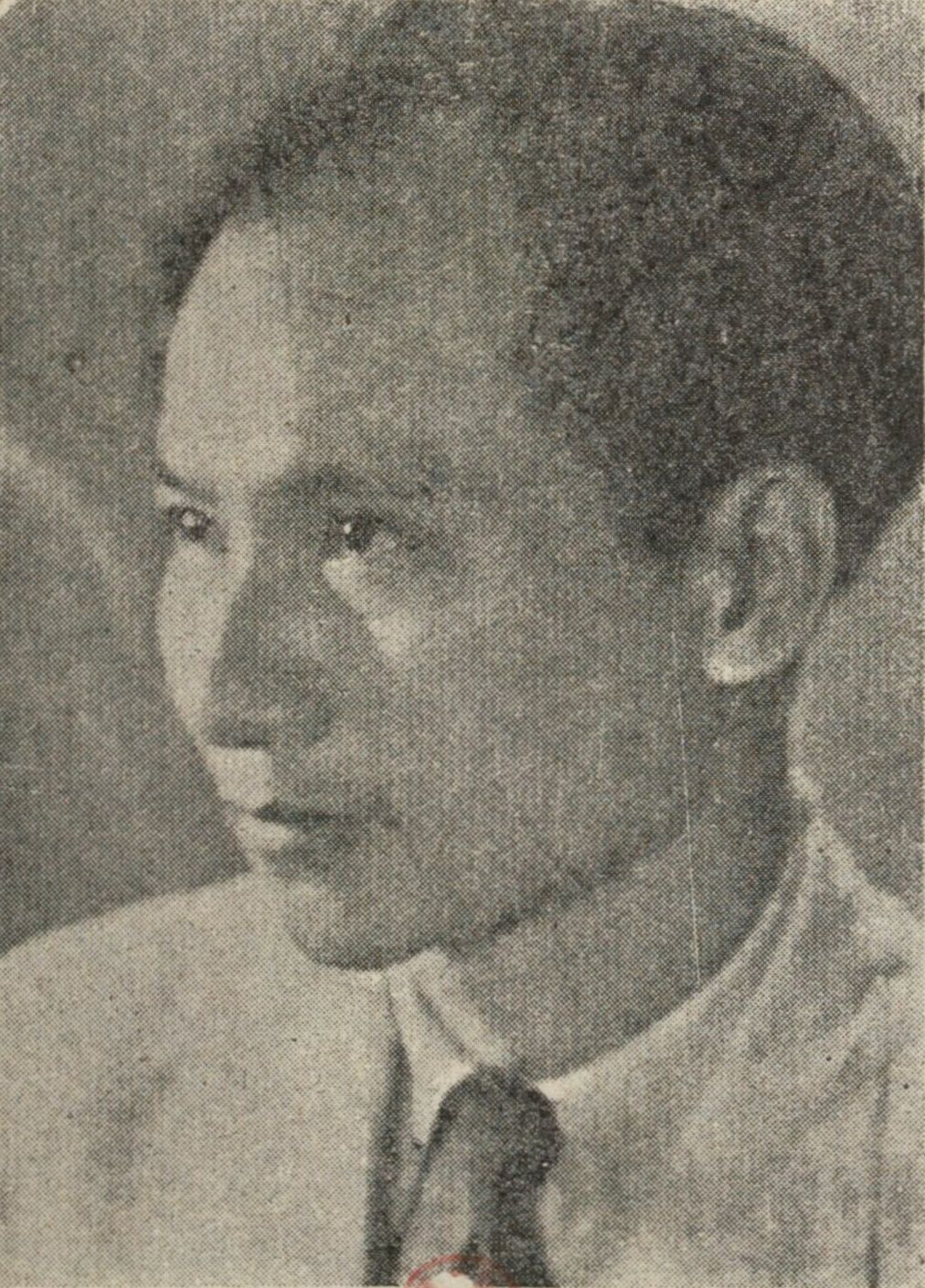
阮遵

阮遵（1910年7月10日—1987年7月28日），越南现代著名作家，笔名兀雷括、清河、一郎、尊、殷五宣、俊承色等。。越共党员，越南作家协会会员。

## 生平
阮遵原籍河东省常信府青池县姜亭总仁睦社上亭村（今属河内市青春郡仁政坊），1910年7月10日出生于河内市行铂庯。青少年时代跟随父母到过许多地方，特别是庆和、富安、会安、岘港、顺化、河静和清化等越南中部省份。阮遵在南定市中学毕业。1929年由于参加罢课运动被学校开除，以后又因为反对殖民统治，两次遭逮捕。第一次是1930年在泰国曼谷被捕，并被关在清化。第二次是1941年在河内被捕，关押在南定。 
阮遵从20世纪30年代开始文学创作，其文章刊登在《中北新闻》、《东西》、《安南杂志》、《骚坛》、《河内新闻》、《清议》、《礼拜六小说》等报刊杂志上。从1937年开始，阮遵开始专业写作。1938和1939年以《出行》和《昔日掠影》而享誉越南文坛。
越南八月革命后，1946年阮遵和其他文艺工作者一起来到中部第五区工作。1947年任流动剧团团长。1948-1956年，任越南文艺协会秘书长。在这期间，他参加过许多战役并到敌后区进行文学创作。1954年后，在河内生活和从事文艺工作。1956年，曾参加人文佳品运动。1958年，任越南文学艺术联合会执委会委员和越南作家协会第一、第二届执委会委员。
1987年7月28日，阮遵在河内去世。

## 作品
阮遵擅长写小品、笔记、新闻报道等。文笔轻快、激昂、辛辣。他的作品大多以自我为中心，着重描述个人的心理活动，反映出当时越南小资产阶级中部分人的心理状态。
1996年首届胡志明文学艺术奖被追授给阮遵。他的主要作品有报告文学《花生油灯盏》(1939)、《花生油残灯》(1941)、短篇小说《昔日掠影》(1940)、《阮》(1945)、随笔《红铜鼎》(1941)、《淮姐的头发》(1943)、《随笔一》(1941)、《随笔二》(943)、《访问中华》(1955)、《抗战随笔》(1955)、《抗战、和平随笔》(1956)、《花江》(960)、《我们河内抗美很勇敢》(1972)、《愉快的路》(1949)、《战役情谊》(1950)、游记《出行》(1941)、小说《坛寺》(1946)、《战胜扫荡》(1953)，小说作品集《阮遵选集》(第一部，1981；第二部，1982)等。